# دان جينينغز (لاعب كرة قاعدة)
دان جينينغز (بالإنجليزية: Dan Jennings)‏ هو لاعب كرة قاعدة أمريكي، ولد في 17 أبريل 1987 في بيركيلي في الولايات المتحدة.

## وصلات خارجية
- دان جينينغز (لاعب كرة قاعدة) على موقع دوري كرة القاعدة الرئيسي (الإنجليزية)
- دان جينينغز (لاعب كرة قاعدة) على موقعبيزبول رفرنس.كوم (الدوري الرئيسي) (الإنجليزية)
- دان جينينغز (لاعب كرة قاعدة) على موقعبيزبول رفرنس.كوم (الدوري الثانوي) (الإنجليزية)
- دان جينينغز (لاعب كرة قاعدة) على موقع إي إس بي إن.كوم (أم.أل.بي) (الإنجليزية)
- دان جينينغز (لاعب كرة قاعدة) على موقع مشجعي الرسوم البيانية (الإنجليزية)